# Palm Royale
Palm Royale ist eine Fernsehserie des US-amerikanischen Filmemachers Abe Sylvia. Die als Dramedy konzipierte Serie basiert auf dem im Jahr 2018 erschienenen Roman Mr. & Mrs. American Pie von Juliet McDaniel. Die 10 Folgen umfassende erste Staffel der Serie wurde im Jahr 2024 auf Apple TV+ ausgestrahlt.

## Handlung
Eine Frau arbeitet daran, einen Platz in der High Society von Palm Beach zu ergattern, und lernt dabei, was sie tun wird und was nicht, um dies zu erreichen.

## Produktion
Im Februar 2022 wurde berichtet, dass Apple TV der Produktion der Serie, die damals noch unter dem Arbeitstitel Mrs. American Pie geführt wurde, grünes Licht gab. Im April 2023 wurde die Produktion in Palm Royale umbenannt.
Die Dreharbeiten der ersten Staffel fanden in Florida statt.
Die Produktion einer zweiten Staffel ist geplant.

## Besetzung und Synchronisation
Die Synchronisation der Serie wurde bei der Iyuno Germany nach einem Dialogbuch und unter der Dialogregie von Maria Jany erstellt.

### Hauptfiguren
| Rolle          | Darsteller             | Synchronsprecher  |
| -------------- | ---------------------- | ----------------- |
| Maxine Simmons | Kristen Wiig           | Diana Borgwardt   |
| Linda          | Laura Dern             | Sabine Jaeger     |
| Evelyn         | Allison Janney         | Liane Rudolph     |
| Dinah          | Leslie Bibb            | Cathlen Gawlich   |
| Robert         | Ricky Martin           | Matthias Klie     |
| Douglas        | Josh Lucas             | Jaron Löwenberg   |
| Norma          | Carol Burnett          | Sabine Walkenbach |
| Virginia       | Amber Chardae Robinson | Elisa Bannat      |

### Nebenfiguren
| Rolle                | Darsteller      | Synchronsprecher   |
| -------------------- | --------------- | ------------------ |
| Perry Donohue        | Jordan Bridges  | Peter Lontzek      |
| Mitzi                | Kaia Gerber     | Daniela Molina     |
| Eddie                | Jason Canela    |                    |
| Ann                  | Mindy Cohn      | Almut Zydra        |
| Mary Jones Davidsoul | Julia Duffy     | Daniela Hoffmann   |
| Raquel               | Claudia Ferri   | Bianca Krahl       |
| Sergeant Tom Sanka   | Rick Cosnett    |                    |
| Pinky                | Roberto Sanchez | Gerrit Schmidt-Foß |
| Skeet                | Bruce Dern      | Freimut Götsch     |

## Episodenliste
| Nr. (ges.) | Nr. (St.) | Deutscher Titel                     | Originaltitel             | Erstveröffentlichung USA | Deutschsprachige Erstveröffentlichung (D/A/CH) | Regie           | Drehbuch                        |
| ---------- | --------- | ----------------------------------- | ------------------------- | ------------------------ | ---------------------------------------------- | --------------- | ------------------------------- |
| 1          | 1         | Pilot                               | Maxine Goes to Palm Beach | 20. März 2024            | 20. März 2024                                  | Tate Taylor     | Abe Sylvia                      |
| 2          | 1         | Maxine rettet eine Katze            | Maxine Saves A Cat        | 20. März 2024            | 20. März 2024                                  | Tate Taylor     | Sheri Holman                    |
| 3          | 1         | Maxine ist wie ein Dellacorte       | Maxine Like a Dellacorte  | 20. März 2024            | 20. März 2024                                  | Abe Sylvia      | Sharr White                     |
| 4          | 1         | Maxine lässt die Würfel entscheiden | Maxine Rolls the Dice     | 27. März 2024            | 27. März 2024                                  | Abe Sylvia      | Becky Mode                      |
| 5          | 1         | Maxine wirbelt Staub auf            | Maxine Shakes the Tree    | 3. Apr. 2024             | 3. Apr. 2024                                   | Stephanie Laing | Emma Rathbone                   |
| 6          | 1         | Maxine wagt einen Schritt           | Maxine Takes a Step       | 10. Apr. 2024            | 10. Apr. 2024                                  | Stephanie Laing | Celeste Hughey                  |
| 7          | 1         | Maxin schnappt sich einen Prinzen   | Maxine Bags a Prince      | 17. Apr. 2024            | 17. Apr. 2024                                  | Abe Sylvia      | Logan Faust & Sheri Holman      |
| 8          | 1         | Maxine rettet den Wal               | Maxine Saves the Whale    | 24. Apr. 2024            | 24. Apr. 2024                                  | Claire Scanlon  | Sharr White                     |
| 9          | 1         | Maxine sorgt für Aufregung          | Maxine Makes a Splash     | 1. Mai 2024              | 1. Mai 2024                                    | Claire Scanlon  | Kelly Hutchinson                |
| 10         | 1         | Maxine schmeißt eine Party          | Maxine Throws a Party     | 8. Mai 2024              | 8. Mai 2024                                    | Tate Taylor     | Sheri Holman & Kelly Hutchinson |